# طريقة العناية بالشعر المجعد للفتيات
تعتبر طريقة الشعر المجعّد للفتاة نظرة عامة لما أبدعته الكاتبة لورين ماسي (Lorraine Massey) عن العناية بالشعر، أي العناية بالشعر الطبيعي بأنواعه (الملفوف، والمموج، والمجعّد) الذي يعد غير مسترخٍ كيمائيًا. لا تشجع هذه الطريقة الاستخدام اليومي لشامبو الكبريتات، الذي يعد نوعًا قاسيًا للشعر المجعد. من بين الأشياء الأخرى، تحث الكاتبة على استخدام مكيف ومنظف للشعر بدلًا من الشامبو (ويسمى أيضًا بالغسيل المُكيف أو كو-ووشينغ)، خال من السيليكون (يستخدم في الكثير من الإعلانات التجارية للمكيفات ومنتجات تصفيف الشعر)، إضافةً إلى عدم استخدام جهاز تجفيف الشعر السشوار، أو مشط، أو فرش، أو المناشف المحبوكة. تضم النصائح كذلك استخدام جل الشعر ومنتجات أخرى لتصفيف الشعر. الهدف في العموم هو علاج الشعر المجعد الطبيعي بِلطف، والحد من أضرار البشرة المتصلبة؛ لإبقائها رطبة نظرًا إلى أن الشعر المجعد أكثر عرضة للجفاف من الشعر المفرود أو المستقيم؛ ولربما، يمكن ملاحظته بشكل أكبر، من ناحية نمط التجعد الطبيعي حيث يكون بارزًا دون أي تدخل فيه.
ضمن تصنيف نظام ذا أندريه ووكر هير تايبنغ ونظام فيا (FIA)، للشعر المجعد من اثنين إلى أربعة أصناف ومن إيه إلى سي من حيث الترتيب (تمثل نسبة الزيادة في تجعد الشعر): يمثل النوع الأول الانعدام التام للتجعد (أي ما يعرف بالشعر المفرود أو المستقيم). ويشمل النوع الثاني عادةً التباين في مستويات الشعر المتموج، والنوع الثالث يتكون من تجعيد فضفاض متزايد، وأخيرًا يعد النوع الرابع أشدهم من حيث التجعد، والعقد، واللفات. يشمل النوع إيه مجالًا واسعًا مقارنة بـ بي وسي، فعندما نبدأ من إيه إلى سي من المرجح أن يصبح نوع الشعر أكثر تحديدًا.

## التاريخ
بينما كانت التغيرات في الطريقة متداولة من حيث الاستخدام مسبقًا، بعد ذلك، في عام 2001، قُدِمت الطريقة إلى جمهور أوسع من قبل مصففة الشعر لورين مايسي، مؤسسة صالونات ديفّتشان. شاركت لورين طرقًا مع ديفّاكرل قبل بضع سنوات وبعدها مع المالك والمؤسس لمنتجات كيرلي وورلد (Curly World) وسبيرال إكس واي زي في مدينة نيويورك. عندما نُشِر الكتاب اليدوي كيرلي جيرل لأول مرة، كان الشعر المفرود أو المستقيم هو النوع السائد لدى النساء في الولايات المتحدة، والمملكة المتحدة، وأماكن أخرى، وحين كانت الكثير من النساء تضطر إلى فرد شعرها بالمكواة المسطحة أو مرخيات شعر كيميائية. كتبت مايسي في مقدمة كتابها عن ترعرعها في إنجلترا، حيث كانوا يسخرون منها بسبب شعرها المتجعد. عندما انتقلت إلى مدينة نيويورك، أصبحت لديها خبرة في معرفة هوية الأشخاص سواء كانوا يهودًا، أو إيطاليون، أو لاتينيون، أو أمريكيون أفارقة؛ الذين عاشوا بالقرب مني وكان لديهم شعر مثل شعري! صدقًا، لم أعد أبدو أو حتى أشعر أنني قد جئت من خارج هذهِ البلاد.
منذ أوائل عام 2010، أصبح الشعر المجعد أكثر شعبيةً وأيدهُ العديد من المشاهير على سبيل المثال: يارا شهيدي وسولانج نولز وفّيولا ديفيس وسارة جيسيكا باركر.

## الاختلافات
لقد تكيف الأشخاص ذوي بنية الشعر المختلفة مع طرق تسد حاجتهم من ناحية تصفيف الشعر. تتضمن الاختلافات الشعبية، استخدام الشامبو الخالي من الكبريتات، والذي يعد أكثر انتشارًا في الوقت الحاضر مما كان عليه في عام 2001، وكذلك مجففات الشعر العرضية مع الحامي من الحرارة والشسوار بدلاً من مجفف الشعر العادي. تتضمن الخطوة الإضافية الأساسية في روتين العناية بالشعر المجعد، الاستخدام المكثف لمنعّم الشعر مرة في الأسبوع. تعمل هذه العلاجات المكثفة لمكيف الشعر بشكل فعال إذا استخدمت بنظام لمرة في الأسبوع. يساعد تطبيق الحرارة باستخدام أغطية حرارية على تخلل منعّم الشعر عميقًا في البشرة ما يعمل على ترطيبها بشكل أفضل.
يستخدم الذكور هذه الطريقة أيضًا؛ إذ يعكس اسم «كيرلي جيرل» الأهمية النسبية للعناية بالشعر للنساء والفتيات نتيجةً لتوقعات المجتمع. يمكن استخدام الطريقة أيضًا على الشعر الملفوف، والشعر الغريب، والشعر المموج، والتي في الغالب يجري التعامل معها كأحد أنواع الشعر الكيرلي أو «أنماط الشعر الكيرلي» في صفحات الإنترنت للعناية بالشعر وفي نظم الكتابة عن الشعر.
وبما أنه كو-ووشينغ أصبح أكثر شعبيةً، فقد ولّدت طلبات المستخدمين منتجًا جديدًا للشعر، وبحسب ما يقول مؤيدو غسول كو-ووشينغ فإن هذا المنتج يزيل التراكم من الشعر وفروة الرأس دون إحداث خشونة «تجريد» أو ظهور لما يسبب جفاف البشرة كما يحدث عند استخدام الشامبو التقليدي.
تضمن كتاب مايسي أيضًا تقنيات لقص الشعر المجعد، على سبيل المثال: قص الشعر عندما يكون جافًا لا رطبًا. وتتضمن قصات الشعر ذات الصلة بهذه الطريقة قصة الديفا (Deva Cut)، وقصة ويداد (Ouidad Cut) ، وقصة ري سي (RI CI Cut). وتعد قصة ديفا لمبتكرتها لورين مايسي من القصات الشعبية واسعة النطاق في الوقت الراهن. حيث تشمل قص كل تجعيدة على حدة وبزاوية بحيث لا تعرقل نمط التجعيد للشعر.
كتب مؤلفون آخرون كتيبات عن العناية بالشعر المجعد والتي تركز على نوع محدد فقط من أنواع الشعر المجعد. أمثلة عما كتبه المؤلفون :1- شعر مجعد مثل شعري: كيف ينمو شعرك بشكل صحي، وطول مناسب، وقوة مع تيري لافلاش (Teri LaFlash): يعطي نصائح عن العناية بالشعر الطبيعي وخصوصًا للشعر شديد التجعد. 2- شعر من أفضل ما يكون: دليل كيرلي جيرل لشعر صحي، وجميل، وطبيعي مع نيكي والتون (Nikki Walton):  تركز على الشعر الغريب المسمى أفرو. يزود الكُتاب على صفحات الويب نصائح تستند إلى نمط الشعر، والمسامية، وعوامل أخرى.
تتطلب طريقة العناية بالشعر المجعد أيضًا معرفة درجة المسامية. تكون أنواع المسامية كالآتي: واطئة، ومتوسطة، وعالية. نجد المسامية واطئة عندما تكون البشرة منغلقة المسامات بشدة. يكون لدى المسامية الواطئة صعوبة في تخلل الرطوبة إليها ولكن حال ما تنغمس في الرطوبة تصبح رطبة. هذا النوع من المسامية شائع لدى النوع من الشعر الذي يكون قد تعرض لتلف خفيف (إما من آلات تصفيف الشعر أو من المستحضرات الكيميائية) ولذلك يعتبر من النوع المفضل من المسامية. ونجد النوع المتوسط من المسامية عندما تكون مسامات البشرة أوسع بقليل من المسامية الواطئة، حيث يُتاح للرطوبة البقاء داخل البشرة بسهولة. ونجد المسامية العالية عندما تكون هناك فجوات في بشرة الرأس والتي تتيح للرطوبة التغلغل بسهولة تامة بين الشعر ولكن في الوقت نفسه تفقد الرطوبة بنفس السهولة التي استقبلتها. وتكون هذه الفجوات ناتجة عن تلف طويل الأمد للشعر مما يأتي: المعالجة المفرطة للشعر، والتلف الناتج عن استخدام الحرارة، والمستحضرات الكيميائية من أصباغ الشعر ومرخيات الشعر.